# Umgangspflegschaft
Umgangspflegschaft ist eine Form der Ergänzungspflegschaft. Sie kann beim Vorliegen bestimmter Bedingungen vom zuständigen Familiengericht angeordnet werden. Der Umgangspfleger ist dann befugt zu bestimmen, wie der vom Gericht geregelte Umgang des Kindes beziehungsweise der Kinder mit dem getrennt lebenden Elternteil auch gegen den Willen des anderen Elternteils durchgesetzt wird. Nachdem in der Praxis schon länger Umgangspfleger von den Gerichten eingesetzt wurden, ist erst mit dem FamFG im September 2009 eine eigene gesetzliche Grundlage für die Umgangspflegschaft geschaffen worden. Der heutige Umgangspfleger ähnelt dem früheren Ergänzungspfleger mit dem Wirkungskreis „Regelung des Umganges“. Nachdem in der Vergangenheit eine Umgangspflegschaft nur bei Vorliegen einer Kindeswohlgefährdung nach § 1666 BGB angeordnet werden konnte, da sie einen Eingriff in das grundgesetzlich geschützte Elternrecht/Sorgerecht darstellte, genügen nunmehr geringerschwellige Voraussetzungen.

## Rechtliches

### Gesetzliche Grundlage
Gesetzliche Grundlage ist § 1684 Abs. 3 BGB: „Das Familiengericht kann über den Umfang des Umgangsrechts entscheiden und seine Ausübung, auch gegenüber Dritten, näher regeln. Es kann die Beteiligten durch Anordnungen zur Erfüllung der in Absatz 2 geregelten Pflicht anhalten. Wird die Pflicht nach Absatz 2 dauerhaft oder wiederholt erheblich verletzt, kann das Familiengericht auch eine Pflegschaft für die Durchführung des Umgangs anordnen (Umgangspflegschaft). Die Umgangspflegschaft umfasst das Recht, die Herausgabe des Kindes zur Durchführung des Umgangs zu verlangen und für die Dauer des Umgangs dessen Aufenthalt zu bestimmen. Die Anordnung ist zu befristen. Für den Ersatz von Aufwendungen und die Vergütung des Umgangspflegers gilt § 277 des Gesetzes über das Verfahren in Familiensachen und in den Angelegenheiten der freiwilligen Gerichtsbarkeit entsprechend.“

### Voraussetzung für die Bestellung des Umgangspflegers
Voraussetzung für die Anordnung der Umgangspflegschaft ist nach § 1684 Abs. 3 Satz 3, dass die Wohlverhaltenspflicht nach § 1684 Abs. 2 (oft auch als Loyalitätsklausel bezeichnet) „dauerhaft oder wiederholt erheblich beeinträchtigt“ wird. Demzufolge ist eine Kindeswohlgefährdung gemäß § 1666 BGB nicht mehr notwendig – „Zur Beseitigung einer Gefährdung des Kindeswohls (hier: Umgangsvereitelung und massive Beeinflussung des Kindes durch den Betreuungselternteil gegen den Umgangselternteil) darf nur das mildeste Mittel gewählt werden. Vor Entziehung des – gesamten – Aufenthaltsbestimmungsrechts wegen Umgangsvereitelung ist eine Umgangspflegschaft einzurichten. Davon kann nur bei offensichtlicher Aussichtslosigkeit abgesehen werden.“
Gemäß § 1684 BGB kann der Umgangspfleger die Herausgabe des Kindes zum Zweck des Umgangs vom betreuenden Elternteil verlangen. Kommt der betreuende Elternteil dem aber nicht nach, kann der Umgangspfleger das Gericht anrufen und einen entsprechenden Titel erwirken.

### Aufgaben des Umgangspflegers
Zu den Aufgaben des Umgangspflegers gehören (gemäß Regierungsentwurf BT-Drs. 16/6308, S. 345):
- die Herausgabe des Kindes zur Durchführung des Umgangs zu verlangen und für die Dauer des Umgangs dessen Aufenthalt zu bestimmen.
- Je nach Bedarf, insbesondere des Kindes, kann der Umgangspfleger auch bei der Vorbereitung des Umgangs, bei der Übergabe des Kindes an den umgangsberechtigten Elternteil sowie bei der Rückgabe vor Ort sein.[4]
- Vergütungsfähig sind Gespräche mit den Eltern, mit denen Störungen des Umgangs entgegengewirkt werden sollten, sowie Gespräche mit den Kindern über den Umgang und eventuell aufgetretene Probleme.[4]

Ute Kuleisa-Binge stellte fest, dass der Umgangspfleger nach jetziger Gesetzesauffassung nach § 1684 BGB „nur ein Organ“ ist, das den Beschluss des Familiengerichts umsetzen soll.
Es gibt keine eindeutigen Standards für den Umgangspfleger. Selbst im OLG-Gebiet sind die Arbeits- und Vorgehensansichten der Gerichte nicht eindeutig, und oft liegen keine Entscheidungen des entsprechenden OLG vor zu den jeweiligen Aufgaben oder Aufwendungen des Umgangspflegers. Die Praxis des Umgangspflegschaft gestaltet sich deshalb schwierig.

### Notwendigkeit der Umgangsregelung
Die Dauer und Häufigkeit des Umgangs müssen vom Gericht angeordnet werden. Das Gericht hat eine konkrete und vollständige Regelung zu treffen.
Ob ein Umgang begleitet wird oder nicht, entscheidet immer das Gericht, da dies in der Regel als behüteter oder beschützter Umgang angeordnet wird. Umgangspflegschaft und Umgangsbegleitung sind zwei unterschiedliche Rechtsinstitute.

### Bestellung des Umgangspflegers
Der Umgangspfleger wird mit Beschluss des Familiengerichts bestellt. Sicherheitshalber sollte das Gericht auch die Berufsmäßigkeit des Umgangspflegers feststellen, sonst riskiert dieser, keine Vergütung von der Justizkasse zu erhalten.

### Vergütung des Umgangspflegers
Die Vergütung des Umgangspflegers ergibt sich aus § 1684 Abs. 3 Satz 6 BGB und beträgt gemäß § 3 Abs. 1 Nr. 2 VBVG bis zu 39 Euro für jede Stunde. Nach § 277 Abs. 3 FamFG kann zusätzlich eine Aufwandspauschale von 4 Euro pro Stunde vergütet werden.